# Egyiptomi teknős
Az egyiptomi teknős (Testudo kleinmanni) a hüllők (Reptilia) osztályának teknősök (Testudines) rendjébe, ezen belül a szárazföldi teknősfélék (Testudinidae) családjába tartozó faj.

## Előfordulása
Az egyiptomi teknős manapság már csak Líbiában fordul elő. Az egyiptomi állománya, meglehet, hogy mára már kihalt. Korábban a Földközi-tenger egész afrikai partján előfordult. A 2013-as évi adatok szerint, az állománya körülbelül 7470 példányt számlált, ezekből csak 5000 volt ivarérett állat.
A mezőgazdaság, az elsivatagosodás növekedése, valamint az illegális állatkereskedelem jelentenek veszélyt e teknős számára.

## Életmódja
Ez az állat a sivatagos, félsivatagos és kősivatagos területeket választja élőhelyéül. E helyeken a bokros részeken lelhető fel. Az egyiptomi teknős még megtalálható a tenger közeli sós vizű mocsarakban is.

## Képek

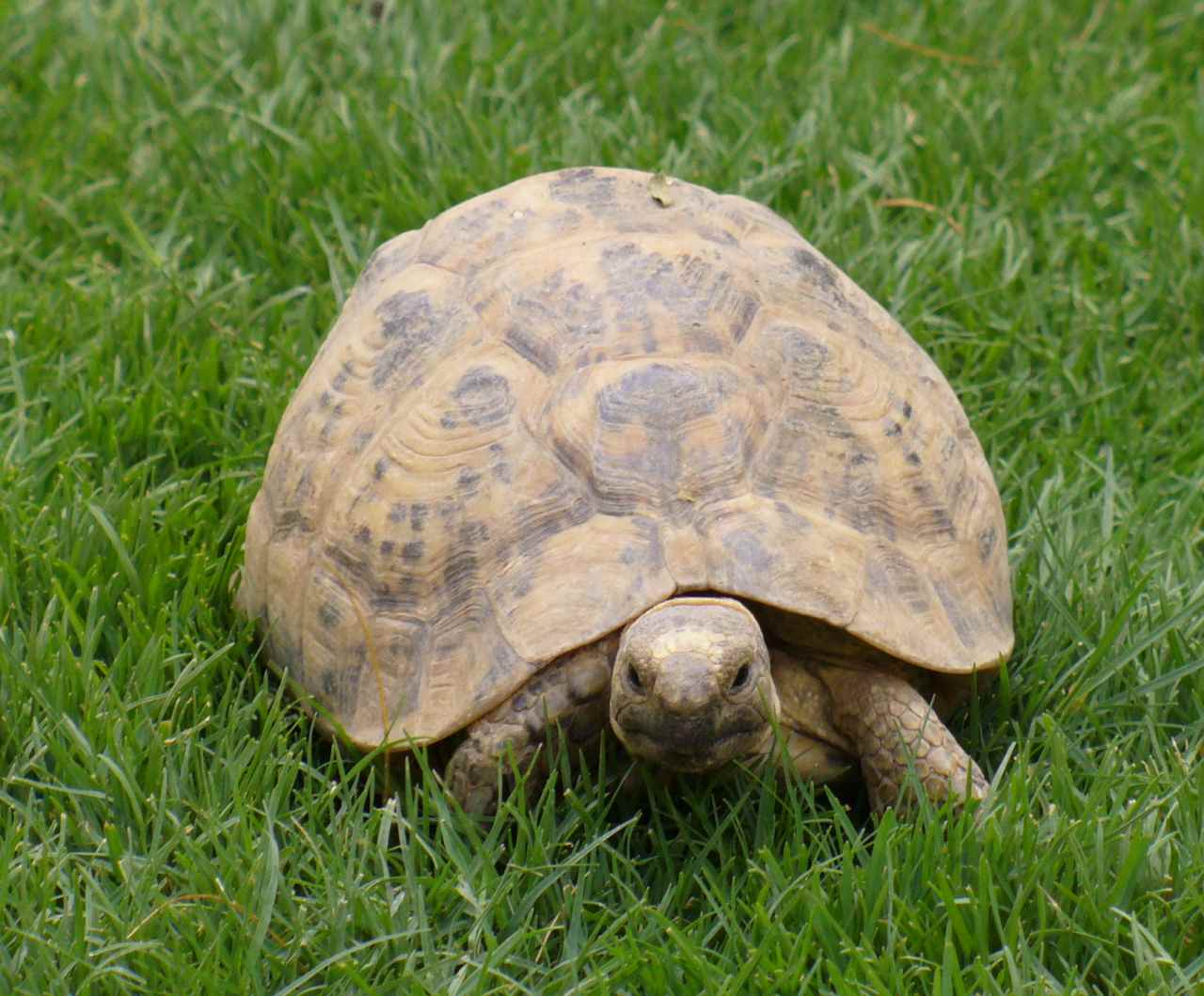
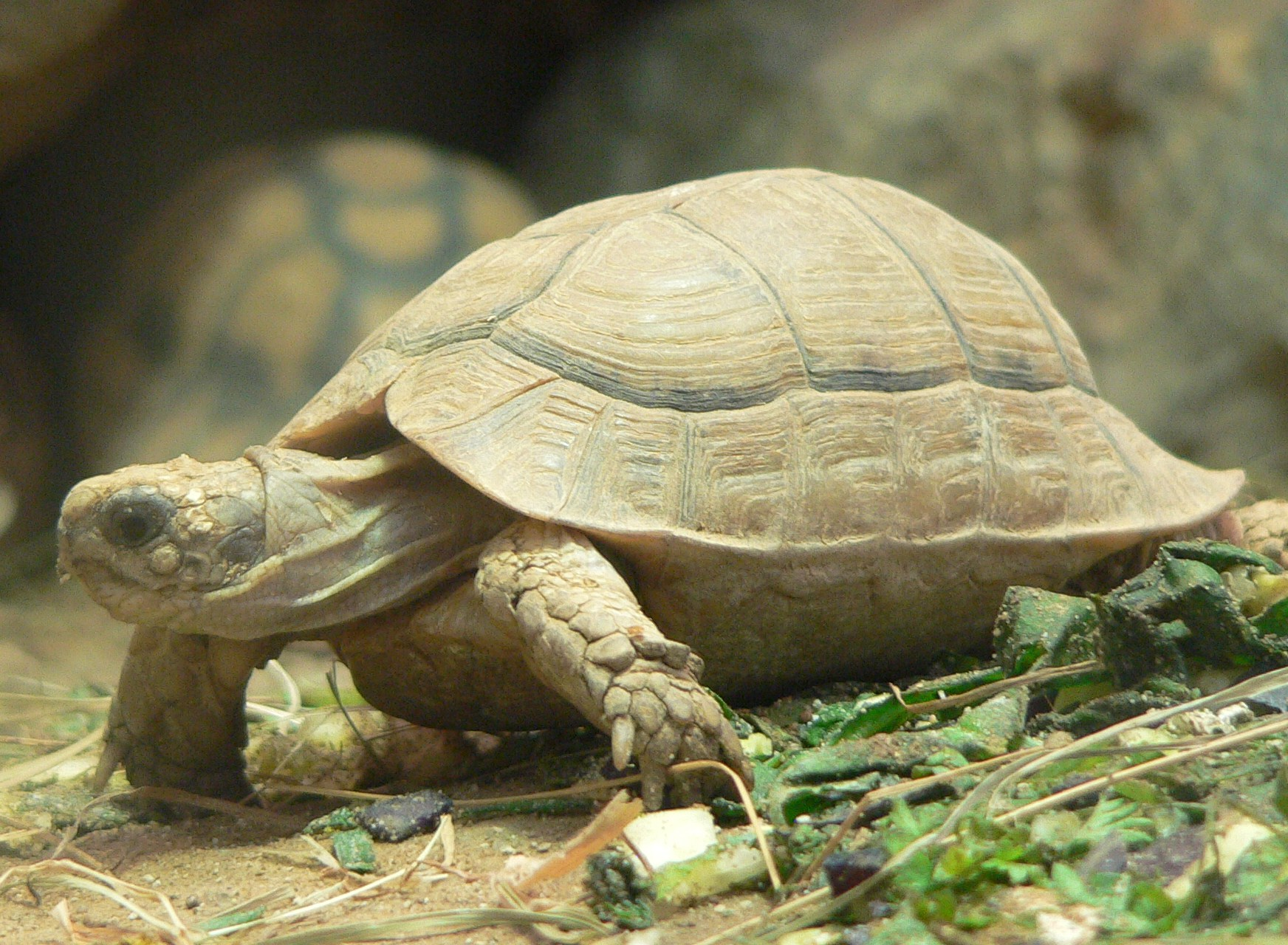
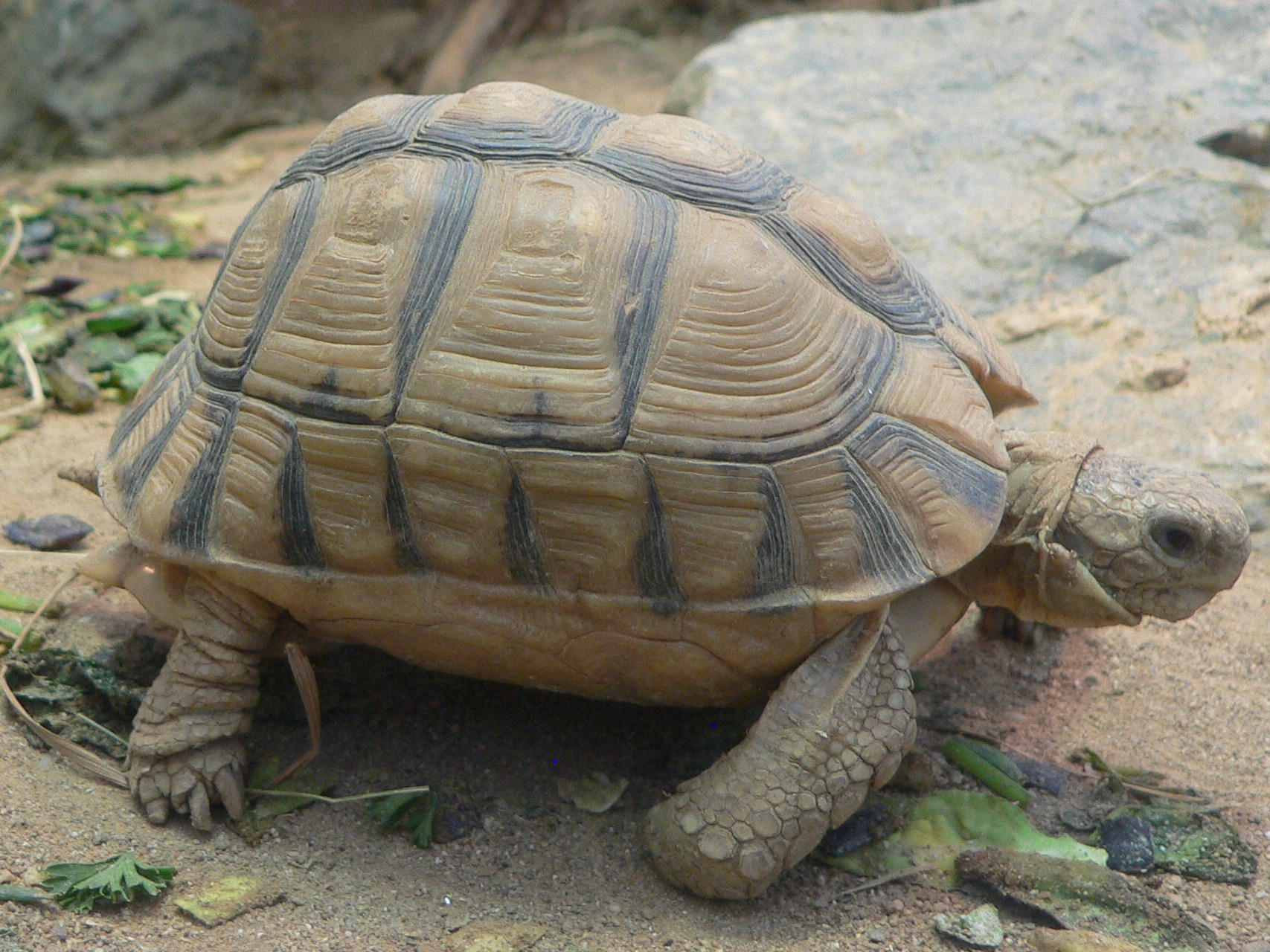
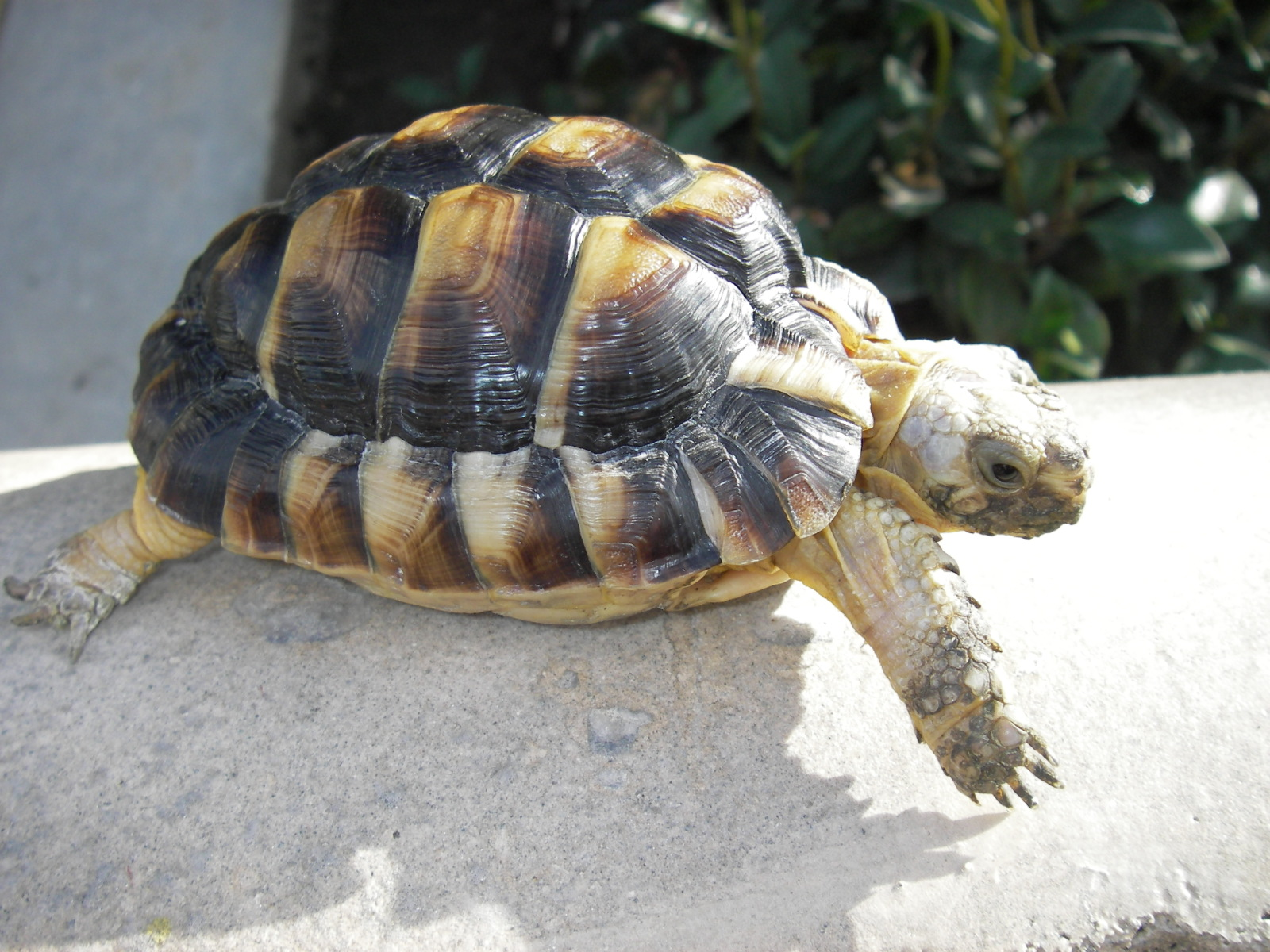